# بمب‌گذاری انتحاری ۲۰۰۳ زنامنسکویی
بمب‌گذاری انتحاری ۲۰۰۳ زنامنسکویی (انگلیسی: 2003 Znamenskoye suicide bombing) در ۱۲ مه ۲۰۰۳ در جمهوری چچن صورت گرفت. دو زن، یک کامیون بمب‌گذاری‌شده را در جلوی ساختان مدیریت دولتی محلی و سرویس امنیت فدرال روسیه منفجر کردند و در حدود ۲۰۰ تن که اغلب غیرنظامی بودند، کشته شدند.این مجموعه ساختمانی شامل ستاد مرکزی جمهوری خواهان (FSB) بود. جناح اصلی شورشیان به رهبری اصلان ماسخادوف دخالت در این حمله و محکوم کردن آن را انکار کرد. یک جنگ‌سالار چچن با نام احمد داشایف برای سازماندهی این انفجار مقصر شناخته شد. هیچ اتهام رسمی در مورد داشایف مطرح نشد و در ژوئن ۲۰۰۳ داشایف در اینگوشتیا به قتل رسید.